# Russisch in Israël

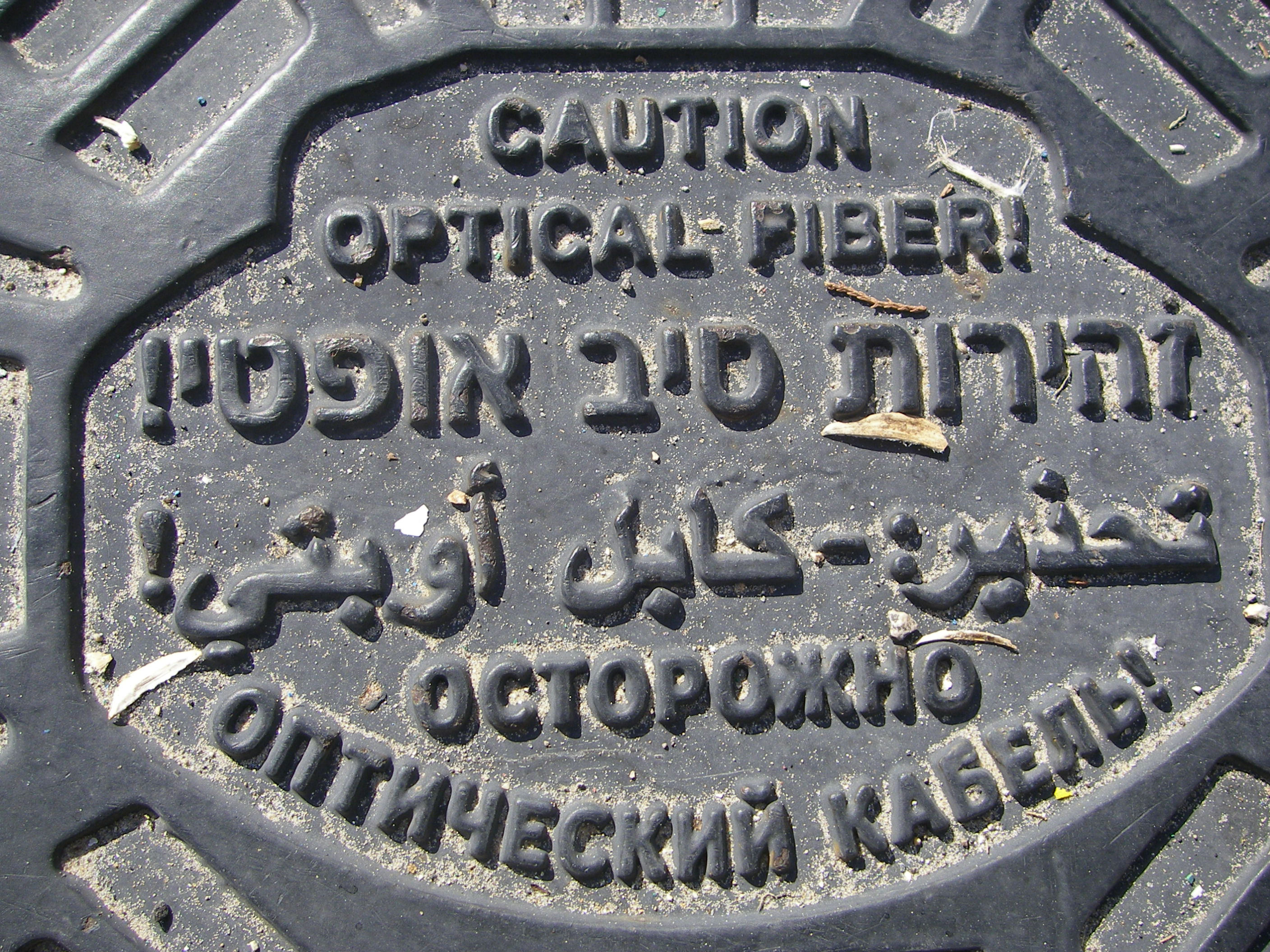
Meertalige waarschuwing (Engels, Hebreeuws, Arabisch en Russisch) in Tel Aviv

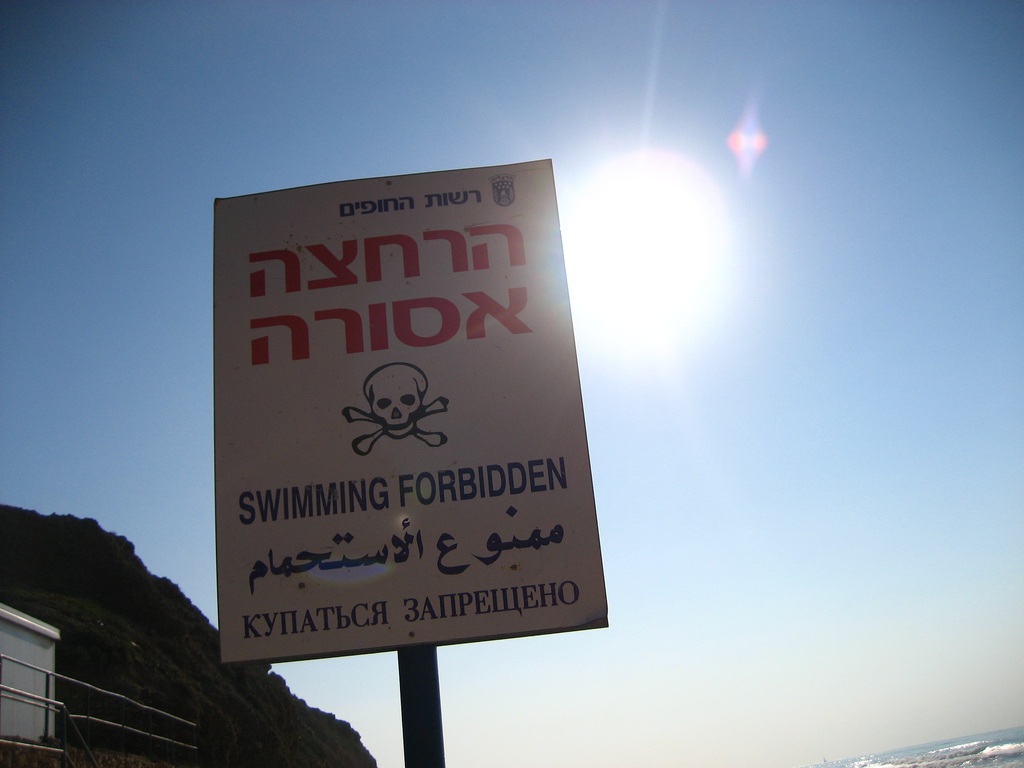
Een viertalig bord op het strand dat verbiedt te zwemmen

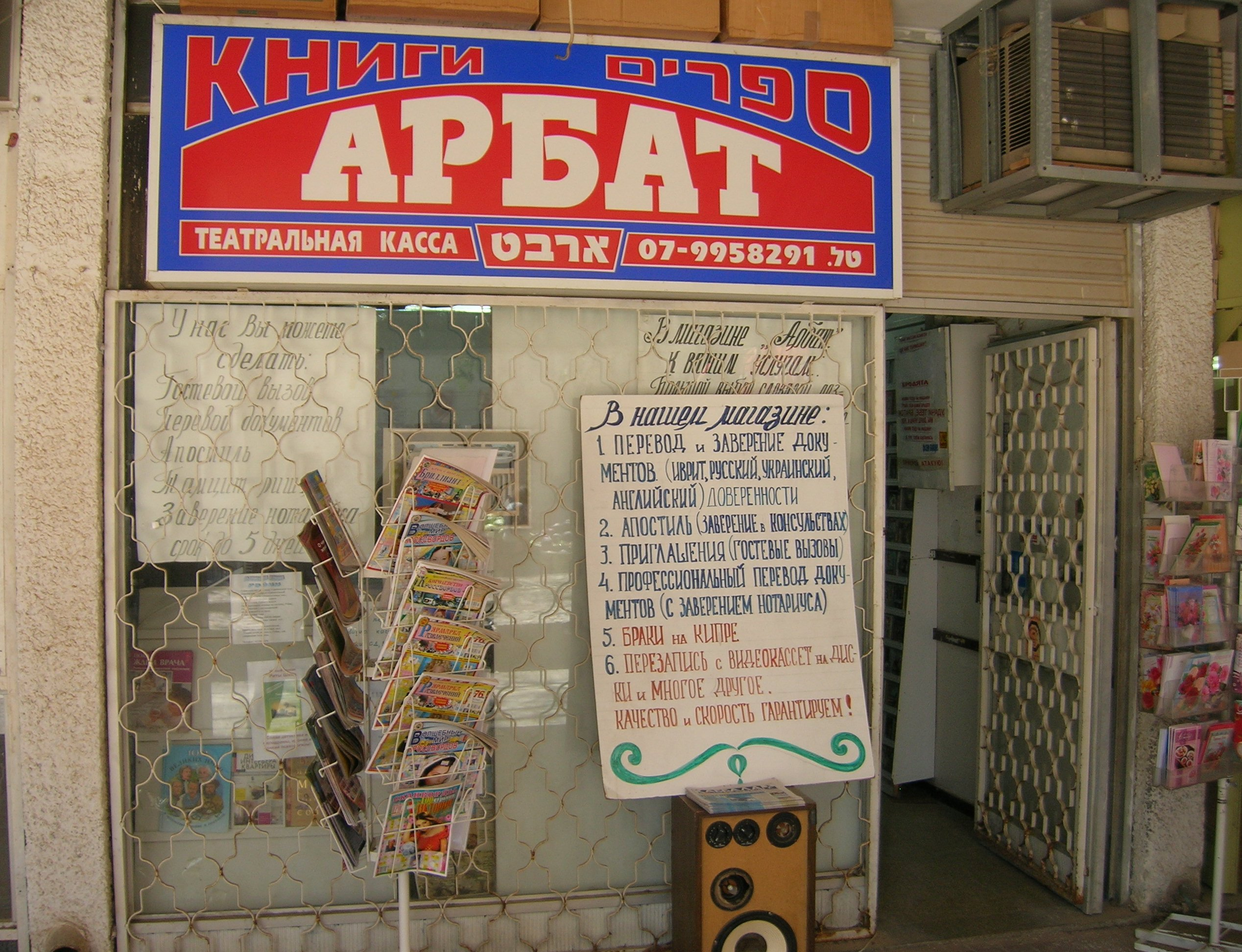
Russischtalige boekwinkel in Arad

De Russische taal in Israël wordt als moedertaal gesproken door een aanzienlijk deel van de bevolking, voornamelijk door immigranten uit de voormalige Sovjet-Unie die arriveerden vanaf de vroege jaren 1990. In 2017 waren ongeveer 1,5 miljoen Israëliërs Russischsprekend, wat neerkomt op 17,25% van de bevolking. Hiermee is het Russisch een wijdverbreide taal in veel segmenten van het dagelijks leven in Israël. In absolute aantallen heeft Israël op Duitsland en de Verenigde Staten na de grootste Russischsprekende bevolking buiten de voormalige Sovjet-Unie, en procentueel gezien de grootste. 

## Geschiedenis
De eerste immigratiegolf van Russischsprekende Joden voltrok zich tussen 1971 en 1974, toen ongeveer 100.000 Joden uit de Sovjet-Unie zich in Israël vestigden. De meesten van hen kwamen uit Georgië, de Baltische staten Estland, Letland en Litouwen, alsook gebieden die in 1939 en 1940 geannexeerd waren door het Rode Leger, zoals Polen. De Sovjet-autoriteiten stonden deze emigratie toe onder de noemer ´gezinshereniging´, om de indruk te vermijden dat er ontevreden burgers in de Sovjet-Unie leefden.
De grootste immigratiegolf vanuit de voormalige Sovjet-Unie naar Israël kwam op gang tijdens de perestrojka eind jaren 1980. Een significant deel van deze immigranten was niet Joods volgens de halacha, die bepaalt dat enkel degenen met een Joodse moeder of die zijn bekeerd tot het orthodoxe jodendom Joods zijn. Ruim 300.000 Israëliërs uit de voormalige Sovjet-Unie zijn formeel niet Joods, maar kwamen in aanmerking voor alia op grond van de Wet op de Terugkeer. Deze wet staat immigratie naar Israël toe wanneer men minstens één Joodse grootouder heeft of gehuwd is met een persoon met minstens één Joodse grootouder. 
In 2013 waren 1.231.003 bewoners van voormalige Sovjet-republieken geïmmigreerd naar Israël.

## Maatschappelijke integratie
Uit onderzoek in 2013 bleek dat 51% van de Russischtalige Israëliërs goed tot zeer goed Hebreeuws kan spreken, terwijl 26% niet tot nauwelijks Hebreeuwse spreekvaardigheid bezit. 39% van de Russischtalige Israëliërs was niet tot nauwelijks in staat Hebreeuwse teksten te lezen. Bepaalde stadswijken kennen hoge concentraties Russischsprekende immigranten, wat het mogelijk maakt in het dagelijks leven vooral Russisch te spreken. Dit is bijvoorbeeld het geval in de buurt Yud Gimmel in het zuiden van Asjdod, waar 75% van de inwoners uit immigranten uit de voormalige Sovjet-Unie bestaat. De buurt heeft hierdoor de bijnaam ´Israëls Russische getto´ gekregen.
In 2013 vormde de Russischsprekende gemeenschap ongeveer 15% van de stemgerechtigde Israëliërs. De invloed van deze immigrantengroep op de Israëlische politiek is hierdoor toegenomen. Russischsprekende Israëliërs zijn veelal politiek conservatief georiënteerd; in 2013 had 50 tot 60% van hen een voorkeur voor de partijen Jisrael Beeténoe of Likoed.
Russischsprekende Israëliërs zijn beduidend minder religieus dan het landelijk gemiddelde. In een onderzoek uit 2015 gaf 77% van de Russischsprekende gemeenschap aan dat religie niet of nauwelijks belangrijk was in hun leven, vergeleken met 40% onder de Hebreeuwssprekende Israëliërs. Bovendien bezocht slechts 4% van de Russischsprekende Israëliërs wekelijks een synagoge, terwijl dit bij Hebreeuwssprekende landgenoten 29% was.

## Status en gebruik
Het Hebreeuws is de enige officiële taal van Israël, terwijl het Arabisch een speciale status heeft. Het Russisch heeft geen officiële status, maar is de meest gebruikte immigrantentaal in Israël. 
Er zijn diverse Russischtalige media in Israël beschikbaar, waaronder de televisiezender Israel Plus/ 9 Kanal.